# Alfred Kivisaar
Alfred Kivisaar (* 8. Januar 1953 in Tallinn; † 18. Januar 2021) war ein estnischer Badmintonspieler. 

## Karriere
Alfred Kivisaar war einer der dominierenden Badmintonspieler in Estland in den 1970er Jahren. In dieser Zeit gewann er dreizehn nationale Titel. Jeweils fünfmal siegte er dabei im Herrendoppel und im Mixed sowie dreimal im Einzel. 

## Sportliche Erfolge
| Saison | Veranstaltung                  | Disziplin    | Platz | Name                            |
| ------ | ------------------------------ | ------------ | ----- | ------------------------------- |
| 1973   | Estland: Einzelmeisterschaften | Mixed        | 1     | Alfred Kivisaar / Riina Valgmaa |
| 1975   | Estland: Einzelmeisterschaften | Mixed        | 1     | Alfred Kivisaar / Riina Valgmaa |
| 1975   | Estland: Einzelmeisterschaften | Herreneinzel | 1     | Alfred Kivisaar                 |
| 1975   | Estland: Einzelmeisterschaften | Herrendoppel | 1     | Alfred Kivisaar / Toivo Raudver |
| 1976   | Estland: Einzelmeisterschaften | Herreneinzel | 1     | Alfred Kivisaar                 |
| 1976   | Estland: Einzelmeisterschaften | Herrendoppel | 1     | Alfred Kivisaar / Toivo Raudver |
| 1977   | Estland: Einzelmeisterschaften | Mixed        | 1     | Alfred Kivisaar / Reet Valgmaa  |
| 1977   | Estland: Einzelmeisterschaften | Herreneinzel | 1     | Alfred Kivisaar                 |
| 1977   | Estland: Einzelmeisterschaften | Herrendoppel | 1     | Alfred Kivisaar / Toivo Raudver |
| 1978   | Estland: Einzelmeisterschaften | Herrendoppel | 1     | Alfred Kivisaar / Toivo Raudver |
| 1979   | Estland: Einzelmeisterschaften | Mixed        | 1     | Alfred Kivisaar / Mare Reinberg |
| 1980   | Estland: Einzelmeisterschaften | Herrendoppel | 1     | Alfred Kivisaar / Toivo Raudver |
| 1981   | Estland: Einzelmeisterschaften | Mixed        | 1     | Alfred Kivisaar / Mare Reinberg |